# 碘化钷
三碘化钷是一种无机化合物，化学式为PmI3，有放射性。

## 制备
三碘化钷由无水碘化氢和三氯化钷在高温下反应得到：
PmCl3 + 3 HI → PmI3 + 3 HCl
由HI-H2混合物和氧化钷（Pm2O3）的反应只能得到碘氧化钷（PmOI）。氧化钷和熔融的碘化铝在500°C反应生成碘化钷。